# Classification des locomotives
La classification des locomotives se fait pour une part selon la disposition de leurs essieux. On désigne ainsi une locomotive en donnant successivement, de l'avant vers l'arrière, les nombres d'essieux groupés par bogie, bissel ou sous-châssis en distinguant les essieux porteurs et les essieux moteurs.
Le nombre d'essieux porteurs est indiqué en chiffres et celui d'essieux moteurs est indiqué en lettres majuscules. Cette classification est normalisée sous le terme classification UIC et permet également de distinguer les essieux moteurs couplés (par bielle ou engrenages) ou indépendants : B désigne un bogie à deux essieux entraînés par un ou des moteurs couplés, alors que Bo désigne un bogie à deux essieux indépendants (ayant par exemple un moteur chacun).
Une apostrophe indique un bogie (exemple 2' bogie porteur, B'o ou B' bogie moteur).
Un tiret ou un plus entre groupe d'essieux indique une liaison rigide entre eux : B'o-B'o ou B'o+B'o désigne les bogies liés des BB Midi.
C'est cette désignation qui est généralisée en Europe pour classer les engins moteurs électriques et thermiques.
En Amérique du Nord est utilisée la classification des locomotives de l'Association of American Railroads (en).

## Locomotives à vapeur
Dans la classification française, 

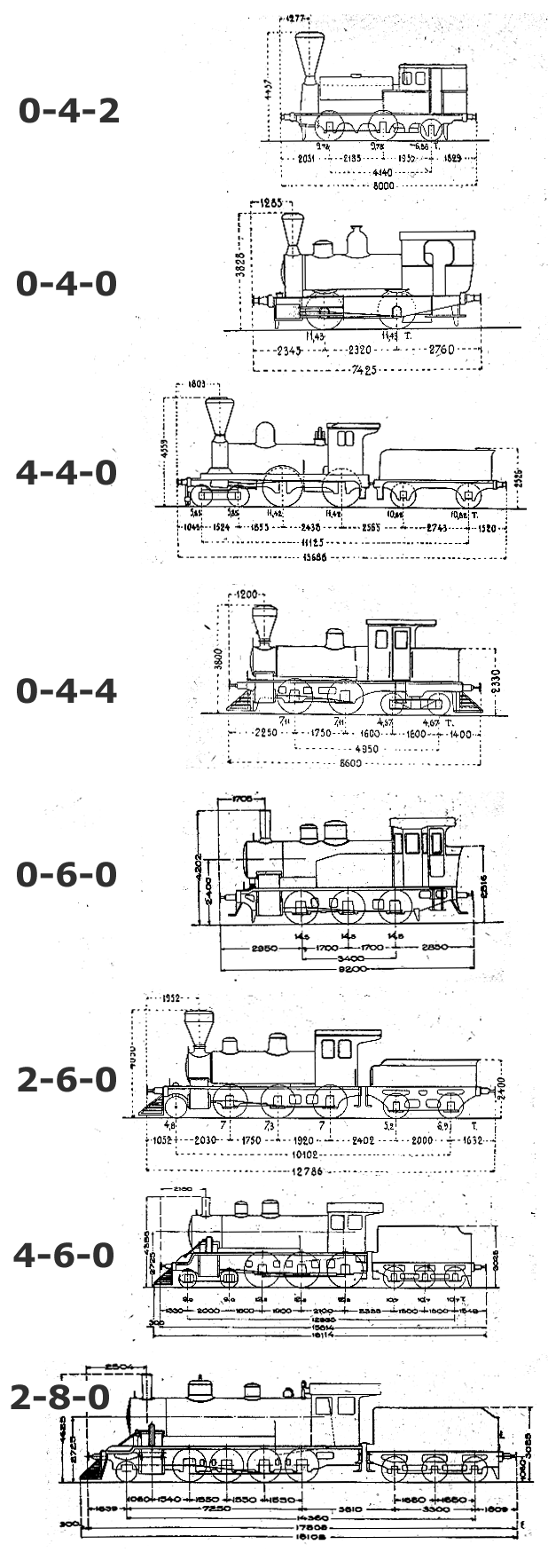
Notation Whyte de locomotives à vapeur américaines

- Pour les locomotives standards, ou simplex, le numéro de classe se compose de trois nombres : le premier représente la quantité d'essieux porteurs à l'avant, le deuxième la quantité d'essieux moteurs et le troisième la quantité d'essieux porteurs à l'arrière.
- Les locomotives duplex sont classées par des numéros à quatre ou six chiffres : le premier pour les essieux porteurs à l'avant, le deuxième pour le premier ensemble d'essieux moteurs, le troisième pour le deuxième ensemble d'essieux moteurs, et le quatrième pour les essieux porteurs à l'arrière.
- Pour les locomotives de type locomotive-tender la lettre « T » est ajoutée au numéro de classe.

Les classifications turque et suisse sont aussi anciennes que rudimentaires, basiquement composées de deux numéros. Le premier numéro indique la quantité des essieux moteurs, le deuxième numéro le total des essieux d'une locomotive.
Dans la classification turque, le numéro est de deux chiffres quand le total d'essieux ne dépasse pas neuf, de trois chiffres quand le total d'essieux est de dix ou plus mais que le nombre d'essieux moteurs reste inférieur ou égal à neuf (il s'exprime alors en un chiffre), et de quatre chiffres quand tant le nombre d'essieux moteurs que le total d'essieux sont supérieurs à neuf. Pour les locomotives duplex, à essieux couplés et articulées il y a des notations qui spécifient ces dispositions d'essieux.
Le système suisse de classification vise à être une simplification du turc. Le numéro indicateur d'essieux moteurs et celui du total d'essieux sont séparés par une barre (« / ») et les locomotives-tender sont marquées, comme à la française, par un « T » après ses numéros de classification. Une 050T par exemple, classifiée 55 par le système turc, se trouve une 5/5T au système suisse. Bien que le système suisse différencie clairement entre les locomotives standards et non standards, il ne fait aucune différence entre les locomotives duplex, à essieux couplés et articulées.
La classification UIC, par ses origines connue aussi sous le nom de « classification allemande » et « classification italienne », est directement issue de celle qui fut utilisée pour les  locomotives à vapeur en Allemagne, Italie, Yougoslavie, et une bonne partie de l'Europe de l'Est. Une locomotive à un seul châssis est désignée par un nombre à 3 chiffres. Dans cette classification, un numéro indique la quantité d'essieux porteurs à l'avant, une lettre majuscule la quantité d'essieux moteurs et un autre numéro la quantité d'essieux porteurs à l'arrière. L'absence d'essieux porteurs non moteurs se manifeste par l'absence de leur indication : il n'y a pas de zéro ! Par exemple, une 050 dans le système français est classée par E, jamais 0E0. Comme pour le système turc, il n'y a pas d'indication si la locomotive est de type loco-tender ou non.
La classification Whyte, ou « notation de Whyte », est une classification semblable à la française utilisée dans les pays anglo-saxons, hispaniques et sur tout le continent américain. Elle donne non pas le nombre d'essieux mais le nombre de roues (en fait c'est toujours x2 !). Pour les locomotives-tenders s'y ajoute la lettre « T » "Tank", et selon la configuration de leurs tenders et réservoirs on leur attribue de plus les lettres « P » ("Pannier"), « S » ("Saddle") et « W » ("Well") et pour les locomotives à crémaillère s'y ajoute la lettre « R » ("Rack").

Dans le tableau suivant, la colonne « Disposition » les essieux sont présentés de la gauche vers la droite en commençant par l'avant de la locomotive : 'o' représente un essieu porteur et 'O' un essieu moteur.
| Disposition                                                           | classification Française | classification Suisse | classification Turque | classification (notation) UIC | classification (notation) Whyte | Nom usuel/surnom                                                                     |
| --------------------------------------------------------------------- | ------------------------ | --------------------- | --------------------- | ----------------------------- | ------------------------------- | ------------------------------------------------------------------------------------ |
|                                                                       |                          |                       |                       |                               |                                 |                                                                                      |
| Locomotives standards                                                 |                          |                       |                       |                               |                                 |                                                                                      |
|                                                                       |                          |                       |                       |                               |                                 |                                                                                      |
| Oo                                                                    | 011                      | 1/2                   | 12                    | A1                            | 0-2-2                           | Northumbrian, Rocket                                                                 |
| oO                                                                    | 110                      | 1/2                   | 12                    | 1A                            | 2-2-0                           | Planet                                                                               |
| oOo                                                                   | 111                      | 1/3                   | 13                    | 1A1                           | 2-2-2                           | Patentee, Jenny Lind                                                                 |
| oOoo                                                                  | 112                      | 1/4                   | 14                    | 1A2                           | 2-2-4                           |                                                                                      |
| ooO                                                                   | 210                      | 1/3                   | 13                    | 2A                            | 4-2-0                           | Jervis, Crampton (originale)                                                         |
| ooOo                                                                  | 211                      | 1/4                   | 14                    | 2A1                           | 4-2-2                           | Bicyclette                                                                           |
| ooOoo                                                                 | 212                      | 1/5                   | 15                    | 2A2                           | 4-2-4                           |                                                                                      |
| oooO                                                                  | 310                      | 1/4                   | 14                    | 3A                            | 6-2-0                           | Crampton                                                                             |
|                                                                       |                          |                       |                       |                               |                                 |                                                                                      |
| OO                                                                    | 020                      | 2/2                   | 22                    | B                             | 0-4-0                           | Four-Coupled, Four wheel                                                             |
| OOo                                                                   | 021                      | 2/3                   | 23                    | B1                            | 0-4-2                           |                                                                                      |
| OOoo                                                                  | 022                      | 2/4                   | 24                    | B2                            | 0-4-4                           | Forney                                                                               |
| oOO                                                                   | 120                      | 2/3                   | 23                    | 1B                            | 2-4-0                           | Porter                                                                               |
| oOOo                                                                  | 121                      | 2/4                   | 24                    | 1B1                           | 2-4-2                           | Columbia                                                                             |
| oOOoo                                                                 | 122                      | 2/5                   | 25                    | 1B2                           | 2-4-4                           |                                                                                      |
| ooOO                                                                  | 220                      | 2/4                   | 24                    | 2B                            | 4-4-0                           | American, Outrance                                                                   |
| ooOOo                                                                 | 221                      | 2/5                   | 25                    | 2B1                           | 4-4-2                           | Atlantic                                                                             |
| ooOOoo                                                                | 222                      | 2/6                   | 26                    | 2B2                           | 4-4-4                           | Reading, Jubilée                                                                     |
|                                                                       |                          |                       |                       |                               |                                 |                                                                                      |
| OOO                                                                   | 030                      | 3/3                   | 33                    | C                             | 0-6-0                           | Six-Coupled, Bourbonnais (mécanisme extérieur), Mammouth (mécanisme intérieur), Boër |
| OOOo                                                                  | 031                      | 3/4                   | 34                    | C1                            | 0-6-2                           |                                                                                      |
| OOOoo                                                                 | 032                      | 3/5                   | 35                    | C2                            | 0-6-4                           | Forney six coupled                                                                   |
| oOOO                                                                  | 130                      | 3/4                   | 34                    | 1C                            | 2-6-0                           | Mogul                                                                                |
| oOOOo                                                                 | 131                      | 3/5                   | 35                    | 1C1                           | 2-6-2                           | Prairie                                                                              |
| oOOOoo                                                                | 132                      | 3/6                   | 36                    | 1C2                           | 2-6-4                           | Adriatic                                                                             |
| oOOOooo                                                               | 133                      | 3/7                   | 37                    | 1C3                           | 2-6-6                           |                                                                                      |
| ooOOO                                                                 | 230                      | 3/5                   | 35                    | 2C                            | 4-6-0                           | Ten-Wheeler, Ten wheel                                                               |
| ooOOOo                                                                | 231                      | 3/6                   | 36                    | 2C1                           | 4-6-2                           | Pacific                                                                              |
| ooOOOoo                                                               | 232                      | 3/7                   | 37                    | 2C2                           | 4-6-4                           | Hudson (1 bogie, 1 bissel AR), Baltic (2 bogies)                                     |
|                                                                       |                          |                       |                       |                               |                                 |                                                                                      |
| OOOO                                                                  | 040                      | 4/4                   | 44                    | D                             | 0-8-0                           | Eight-Coupled, Eight wheel switcher                                                  |
| OOOOo                                                                 | 041                      | 4/5                   | 45                    | D1                            | 0-8-2                           |                                                                                      |
| OOOOoo                                                                | 042                      | 4/6                   | 46                    | D2                            | 0-8-4                           |                                                                                      |
| oOOOO                                                                 | 140                      | 4/5                   | 45                    | 1D                            | 2-8-0                           | Consolidation                                                                        |
| oOOOOo                                                                | 141                      | 4/6                   | 46                    | 1D1                           | 2-8-2                           | Mikado                                                                               |
| oOOOOoo                                                               | 142                      | 4/7                   | 47                    | 1D2                           | 2-8-4                           | Berkshire                                                                            |
| oOOOOooo                                                              | 143                      | 4/8                   | 48                    | 1D3                           | 2-8-6                           |                                                                                      |
| ooOOOO                                                                | 240                      | 4/6                   | 46                    | 2D                            | 4-8-0                           | Twelve-Wheeler, Twelve wheel ou Mastodon                                             |
| ooOOOOo                                                               | 241                      | 4/7                   | 47                    | 2D1                           | 4-8-2                           | Mountain                                                                             |
| ooOOOOoo                                                              | 242                      | 4/8                   | 48                    | 2D2                           | 4-8-4                           | Northern, Niagara, Pocono                                                            |
| ooOOOOooo                                                             | 243                      | 4/9                   | 49                    | 2D3                           | 4-8-6                           |                                                                                      |
| oooOOOOooo                                                            | 343                      | 4/10                  | 410                   | 3D3                           | 6-8-6                           |                                                                                      |
|                                                                       |                          |                       |                       |                               |                                 |                                                                                      |
| OOOOO                                                                 | 050                      | 5/5                   | 55                    | E                             | 0-10-0                          | Ten coupled switcher                                                                 |
| OOOOOo                                                                | 051                      | 5/6                   | 56                    | E1                            | 0-10-2                          | Union                                                                                |
| oOOOOO                                                                | 150                      | 5/6                   | 56                    | 1E                            | 2-10-0                          | Decapod                                                                              |
| oOOOOOo                                                               | 151                      | 5/7                   | 57                    | 1E1                           | 2-10-2                          | Santa Fé                                                                             |
| oOOOOOoo                                                              | 152                      | 5/8                   | 58                    | 1E2                           | 2-10-4                          | Texas, Colorado                                                                      |
| ooOOOOO                                                               | 250                      | 5/7                   | 57                    | 2E                            | 4-10-0                          | Mastodon                                                                             |
| ooOOOOOo                                                              | 251                      | 5/8                   | 58                    | 2E1                           | 4-10-2                          | Southern Pacific, Overland, Super Mountain                                           |
|                                                                       |                          |                       |                       |                               |                                 |                                                                                      |
| OOOOOO                                                                | 060                      | 6/6                   | 66                    | F                             | 0-12-0                          | Twelve-Coupled, Twelve wheel                                                         |
| oOOOOOO                                                               | 160                      | 6/7                   | 67                    | 1F                            | 2-12-0                          | Centipede                                                                            |
| oOOOOOOo                                                              | 161                      | 6/8                   | 68                    | 1F1                           | 2-12-2                          | Javanic                                                                              |
| oOOOOOOoo                                                             | 162                      | 6/9                   | 69                    | 1F2                           | 2-12-4                          |                                                                                      |
| ooOOOOOOo                                                             | 261                      | 6/9                   | 69                    | 2F1                           | 4-12-2                          | Union Pacific                                                                        |
| ooOOOOOOOoo                                                           | 272                      | 7/11                  | 711                   | 2G2                           | 4-14-4                          | AA20                                                                                 |
|                                                                       |                          |                       |                       |                               |                                 |                                                                                      |
| Locomotives duplex                                                    |                          |                       |                       |                               |                                 |                                                                                      |
|                                                                       |                          |                       |                       |                               |                                 |                                                                                      |
| ooOO-OOoo                                                             | 2222                     | 2/4+2/4               | 48 (24-24)            | 2BB2                          | 4-4-4-4                         |                                                                                      |
| oooOO-OOooo                                                           | 3223                     | 2/5+2/5               | 410 (25-25)           | 3BB3                          | 6-4-4-6                         |                                                                                      |
| ooOO-OOOoo                                                            | 2232                     | 2/4+3/5               | 59 (24-35)            | 2BC2                          | 4-4-6-4                         |                                                                                      |
| ooOOO-OOoo                                                            | 2322                     | 3/5+2/4               | 59 (35-24)            | 2CB2                          | 4-6-4-4                         |                                                                                      |
|                                                                       |                          |                       |                       |                               |                                 |                                                                                      |
| Locomotives embrayées                                                 |                          |                       |                       |                               |                                 |                                                                                      |
|                                                                       |                          |                       |                       |                               |                                 |                                                                                      |
| OO                                                                    | 020                      | 2/2                   | 22                    | B                             | 0-4-0                           | Four wheeler                                                                         |
| OOo                                                                   | 021                      | 2/3                   | 23                    | B1                            | 0-4-2                           |                                                                                      |
| OO-OO                                                                 | 0220                     | 2/2+2/2               | 44 (22+22)            | BB                            | 0-4-4-0                         | Eight wheeler                                                                        |
| OO-OO-OO                                                              | 02220                    | 2/2+2/2+2/2           | 66 (22+22+22)         | BBB                           | 0-4-4-4-0                       | Twelve wheeler, Anaconda                                                             |
| OO-OO-OO-OO                                                           | 022220                   | 2/2+2/2+2/2+2/2       | 88 (22+22+22+22)      | BBBB                          | 0-4-4-4-4-0                     | Sixteen wheeler                                                                      |
| ooOO                                                                  | 220                      | 2/4                   | 24                    | 2B                            | 4-4-0                           | Burrell                                                                              |
|                                                                       |                          |                       |                       |                               |                                 |                                                                                      |
| Locomotives articulées simples (exemples : Mallet et Meyer)           |                          |                       |                       |                               |                                 |                                                                                      |
|                                                                       |                          |                       |                       |                               |                                 |                                                                                      |
| OO+OO                                                                 | 020+020                  | 2/2+2/2               | 44 (22+22)            | (B)B                          | 0-4-4-0                         |                                                                                      |
| OO+OOo                                                                | 020+021                  | 2/2+2/3               | 45 (22+23)            | (B)B1                         | 0-4-4-2                         |                                                                                      |
| oOO+OOo                                                               | 120+021                  | 2/3+2/3               | 46 (23+23)            | (1B)B1                        | 2-4-4-2                         |                                                                                      |
| OOO+OOO                                                               | 030+030                  | 3/3+3/3               | 66 (33+33)            | (C)C                          | 0-6-6-0                         | Erie                                                                                 |
| oOOO+OOO                                                              | 130+030                  | 3/4+3/3               | 67 (34+33)            | (1C)C                         | 2-6-6-0                         | Denver & Salt Lake                                                                   |
| oOOO+OOOo                                                             | 130+031                  | 3/4+3/4               | 68 (34+34)            | (1C)C1                        | 2-6-6-2                         |                                                                                      |
| oOOO+OOOoo                                                            | 130+032                  | 3/4+3/5               | 69 (34+35)            | (1C)C2                        | 2-6-6-4                         | Norfolk & Western                                                                    |
| oOOO+OOOooo                                                           | 130+033                  | 3/4+3/6               | 610 (34+36)           | (1C)C3                        | 2-6-6-6                         | Allegheny, Blue Ridge                                                                |
| ooOOO+OOOo                                                            | 230+031                  | 3/5+3/4               | 69 (35+34)            | (2C)C1                        | 4-6-6-2                         | Cabforward                                                                           |
| ooOOO+OOOoo                                                           | 230+032                  | 3/5+3/5               | 610 (35+35)           | (2C)C2                        | 4-6-6-4                         | Challenger                                                                           |
| oOOO+OOOO                                                             | 130+040                  | 3/4+4/4               | 78 (34+44)            | (1C)D                         | 2-6-8-0                         |                                                                                      |
| OOOO+OOOO                                                             | 040+040                  | 4/4+4/4               | 88 (44+44)            | (D)D                          | 0-8-8-0                         | Angus                                                                                |
| oOOOO+OOOO                                                            | 140+040                  | 4/5+4/4               | 89 (45+44)            | (1D)D                         | 2-8-8-0                         | Bull Moose                                                                           |
| oOOOO+OOOOo                                                           | 140+041                  | 4/5+4/5               | 810 (45+45)           | (1D)D1                        | 2-8-8-2                         | Chesapeake                                                                           |
| oOOOO+OOOOoo                                                          | 140+042                  | 4/5+4/6               | 811 (45+46)           | (1D)D2                        | 2-8-8-4                         | Yellowstone                                                                          |
| ooOOOO+OOOOo                                                          | 240+041                  | 4/6+4/5               | 811 (46+45)           | (2D)D1                        | 4-8-8-2                         | 4-8-8-2, Cab forward                                                                 |
| ooOOOO+OOOOoo                                                         | 240+042                  | 4/6+4/6               | 812 (46+46)           | (2D)D2                        | 4-8-8-4                         | Big Boy                                                                              |
| oOOOOO+OOOOOo                                                         | 150+051                  | 5/6+5/6               | 1012 (56+56)          | (1E)E1                        | 2-10-10-2                       | 2-10-10-2                                                                            |
| oOOOO+OOOO+OOOOo                                                      | 140+040+041              | 4/5+4/4+4/5           | 1214 (45+44+45)       | (1D)D(D1)                     | 2-8-8-8-2                       | (Erie) Triplex                                                                       |
| oOOOO+OOOO+OOOOoo                                                     | 140+040+042              | 4/5+4/4+4/6           | 1215 (45+44+46)       | (1D)D(D2)                     | 2-8-8-8-4                       | (Virginian) Triplex                                                                  |
|                                                                       |                          |                       |                       |                               |                                 |                                                                                      |
| Locomotives articulées conjointes (exemples : Garratt et Du Bousquet) |                          |                       |                       |                               |                                 |                                                                                      |
|                                                                       |                          |                       |                       |                               |                                 |                                                                                      |
| OO+OO                                                                 | 020+020                  | 2/2+2/2               | 44 (22+22)            | B+B                           | 0-4-0+0-4-0                     |                                                                                      |
| oOO+OOo                                                               | 120+021                  | 2/3+2/3               | 46 (23+23)            | 1B+B1                         | 2-4-0+0-4-2                     |                                                                                      |
| oOOo+oOOo                                                             | 121+121                  | 2/4+2/4               | 48 (24+24)            | 1B1+1B1                       | 2-4-2+2-4-2                     |                                                                                      |
| ooOOo+oOOoo                                                           | 221+122                  | 2/5+2/5               | 410 (25+25)           | 2B1+1B2                       | 4-4-2+2-4-4                     |                                                                                      |
| OOO+OOO                                                               | 030+030                  | 3/3+3/3               | 66 (33+33)            | C+C                           | 0-6-0+0-6-0                     |                                                                                      |
| OOOo+oOOO                                                             | 031+130                  | 3/4+3/4               | 68 (34+34)            | C1+1C                         | 0-6-2+2-6-0                     | Du Bousquet                                                                          |
| oOOO+OOOo                                                             | 130+031                  | 3/4+3/4               | 68 (34+34)            | 1C+C1                         | 2-6-0+0-6-2                     |                                                                                      |
| oOOOo+oOOOo                                                           | 131+131                  | 3/5+3/5               | 610 (35+35)           | 1C1+1C1                       | 2-6-2+2-6-2                     |                                                                                      |
| ooOOOo+oOOOoo                                                         | 231+132                  | 3/6+3/6               | 612 (36+36)           | 2C1+1C2                       | 4-6-2+2-6-4                     |                                                                                      |
| ooOOOoo+ooOOOoo                                                       | 232+232                  | 3/7+3/7               | 614 (37+37)           | 2C2+2C2                       | 4-6-4+4-6-4                     |                                                                                      |
|                                                                       |                          |                       |                       |                               |                                 |                                                                                      |
| oOOOO+OOOOo                                                           | 140+041                  | 4/5+4/5               | 810 (45+45)           | 1D+D1                         | 2-8-0+0-8-2                     |                                                                                      |
| oOOOOo+oOOOOo                                                         | 141+141                  | 4/6+4/6               | 812 (46+46)           | 1D1+1D1                       | 2-8-2+2-8-2                     |                                                                                      |
| ooOOOO+OOOOoo                                                         | 240+042                  | 4/6+4/6               | 812 (46+46)           | 2D+D2                         | 4-8-0+0-8-4                     |                                                                                      |
| ooOOOOo+oOOOOoo                                                       | 241+142                  | 4/7+4/7               | 814 (47+47)           | 2D1+1D2                       | 4-8-2+2-8-4                     |                                                                                      |
| ooOOOOoo+ooOOOOoo                                                     | 242+242                  | 4/8+4/8               | 816 (48+48)           | 2D2+2D2                       | 4-8-4+4-8-4                     |                                                                                      |

## Locomotives électriques et thermiques

### Principe

#### France et Belgique
A désigne un essieu moteur unique, B désigne un bogie à deux essieux moteurs, C un bogie à trois essieux moteurs, etc., les essieux porteurs étant désignés par un chiffre. C'est ce principe, application directe de la classification UIC, qui est appliqué par la SNCF et la SNCB.

#### Suisse
La classification des locomotives électriques et thermiques est la même que celle des locomotives à vapeur.

#### Autres pays
Le Canada, les États-Unis, le Mexique, le Chili, l'Argentine, le Brésil et d'autres pays font référence à la classification UIC, mais la dénomination donnée au modèle par son fabricant sera utilisé prioritairement.
Par exemple, une locomotive diesel-électrique aux bogies A1A-A1A RSC1 fabriquée par ALCO sera désignée par le code RSC1 dans chacun de ces pays.

### Les B'B' et Bo'Bo'
- B'B' : deux bogies monomoteurs. Les moteurs sont nécessairement de taille réduite ; pour des moteurs à courant continu, cela implique une puissance moyenne (ex : BB 8500 / BB 16500 / BB 17000 / BB 20200 et BB 25500 de la SNCF ou les machines EMD type F en Amérique du Nord). Seuls les moteurs asynchrones permettent des puissances élevées (exemple BB 36000 / BB 36300 et BB 27000, BB 27300, BB 37000 de la SNCF) ;
  - Bo'Bo' : deux bogies à deux essieux moteurs. Le concept a été développé par la SNCF dans les années 1950 pour accroitre la puissance des locomotives tout en diminuant la masse. Les prototypes BB 9003-9004 ont donné naissance aux BB 12000 et BB 13000 (trop souvent oubliées dans les BB Jacquemin),  BB 9200, puis BB 9300, BB 9400, BB 16000, BB 25100 / BB 25150 / BB 25200, puis aux « nez cassés » BB 7200, BB 15000, BB 22200, puis enfin aux Sybic BB 26000 ;
- les BB 36000 et 36300 ont deux moteurs indépendants par bogie, les BB 7200, 15000, 22200 et 26000 ont un moteur par bogie et donc essieux accouplés.

En ce début de décennie, le parc de la SNCF tend à généraliser ce type, grâce à l'augmentation de la puissance massique des locomotives.
Précision pour la numérotation des locomotives électriques : l'addition d'un numéro de série d'une locomotive à courant continu avec celui de la locomotive équivalente à courant monophasé, donne le numéro de série de la locomotive bicourant de même type que les deux premières locomotives.
Ainsi, la BB9200 (continu) et la BB16000 (monophasé) donne une BB25200 bicourant (9200+16000), cela se retrouve pour les BB8500, 17000 et 25500 ou encore les BB7200, 15000 qui donnent la BB22200.

### Les C'C' et Co'Co'
- C'C' : deux bogies à trois essieux, 1 moteur[2] par bogie. Exemples français : CC 6500 / CC 21000, CC 40100, CC 72000 / CC 72100.

- Co'Co' : six essieux indépendants répartis en deux bogies (6 moteurs). Exemples français : CC 1100, CC 7100, CC 14000 / CC 14100, CC 92000, CC 20001 / CC 25000.

Les locomotives C'C' et Co'Co' sont particulièrement adaptées à la traction de trains lourds de marchandises grâce à l'adhérence que leur procurent les essieux supplémentaires. Il peut en revanche fatiguer les voies, notamment en courbe ; de ce fait, de nombreux pays préfèrent les locomotives de disposition Bo'Bo', B'B' ou Bo'Bo'Bo'.

### Les autres types
- Bo'Bo'Bo' : trois bogies de deux moteurs. Essayé sur les 2 prototypes BBB 6002 et BBB 20003 / BBB 6003, ce type n'a jamais été généralisé en France, au contraire de l'Italie, de la Suisse et du Japon où il est très fréquent ; certaines locomotives, notamment en Italie, sont des locomotives articulées autour du bogie central. B'B'B' est le type des locomotives Brush Classe 9 du Shuttle.

- Bo'Bo+'Bo'Bo' : quatre bogies de deux moteurs groupés par deux. Utilisé aux États-Unis sur quelques prototypes de grande puissance et employé au Brésil sur des locomotives importées des États-Unis en remplacement de deux bogies de six essieux.

- (A1A)(A1A) comporte deux bogies à trois essieux chacun, mais dont l'essieu intermédiaire n'est que porteur (exemples : séries A1AA1A 62000 (surnomée "yaya") et A1AA1A 68000 / A1AA1A 68500 de la SNCF ou les machines EMD type E en Amérique du Nord). Cette disposition d'essieux permet une charge à l'essieu plus faible.

- 2'D2' : développé par les anciennes compagnies (PO en particulier), cette disposition des essieux permet des vitesses importantes pour les années 1930 (120 km/h minimum) avec des puissances assez importantes, suffisantes pour des trains de voyageurs assez lourds (exemples français 2D2 400, 2D2 5000, 2D2 5100, 2D2 5400, 2D2 5500 et 2D2 9100)

- 2'BB2' : variante du type 2D2, où les essieux moteurs ne sont plus liés à la caisse, mais disposés en bogies. En France, les 2BB2 3200 et 3300 de la Compagnie du chemin de fer Paris-Lyon-Méditerranée et les 2D2 5300 (fausses 2D2)

- d'autres types encore ont été mis au point pour des besoins particuliers. Un exemple notable : celui des locomotives de la ligne de la Maurienne (PLM), 1ABBA1 3500 et 3600, 2CC2 3400, 1CC1 3700 et 3800.

## Locomotives inclassables
Bien qu'ils soient rares, il existe quelques exemples de locomotives à la disposition particulière, que les systèmes de classification peinent à définir.

### Locomotives à vapeur
- Le Type 3 des Chemins de fer de l’État belge est une locomotive-tender à trois essieux couplés possédant un essieu porteur à roues sans boudin disposé entre le second et le troisième essieu accouplé, afin de réduire le poids par essieu. Cette disposition (OOoO) est in fine, proche de la disposition 031[1],[3].
- Les locomotives de disposition 130 construites en Allemagne pour les chemins de fer d'Anatolie et de Bagdad recourent à la même formule avec un essieu additionnel pouvant être retiré[4]. Elles sont apparentées aux Prairie (131).

- Des locomotives de disposition A3AT (OoooO à tender intégré), construites par Jules Petiet, possédant deux essieux moteurs aux extrémités, chacun muni d'un cylindre, séparés par trois essieux porteurs non couplés[5].